# ألفريد بي موراه
ألفريد بي موراه (بالإنجليزية: Alfred P. Murrah) (1904 – 1975 م) هو محامي وقاضي من الولايات المتحدة الأمريكية. ولد في تيشومينغو. وهو عضو في الحزب الديمقراطي الأمريكي.